# Touring (jeu de cartes)
Touring est un jeu de cartes originellement créé par William Janson Roche, breveté par la Wallie Dorr Company et produit en 1906. Il est acquis par Parker Brothers en 1925,.

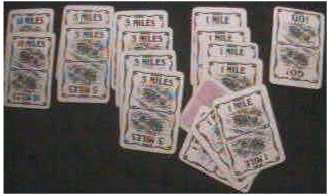
Cartes de 1906.

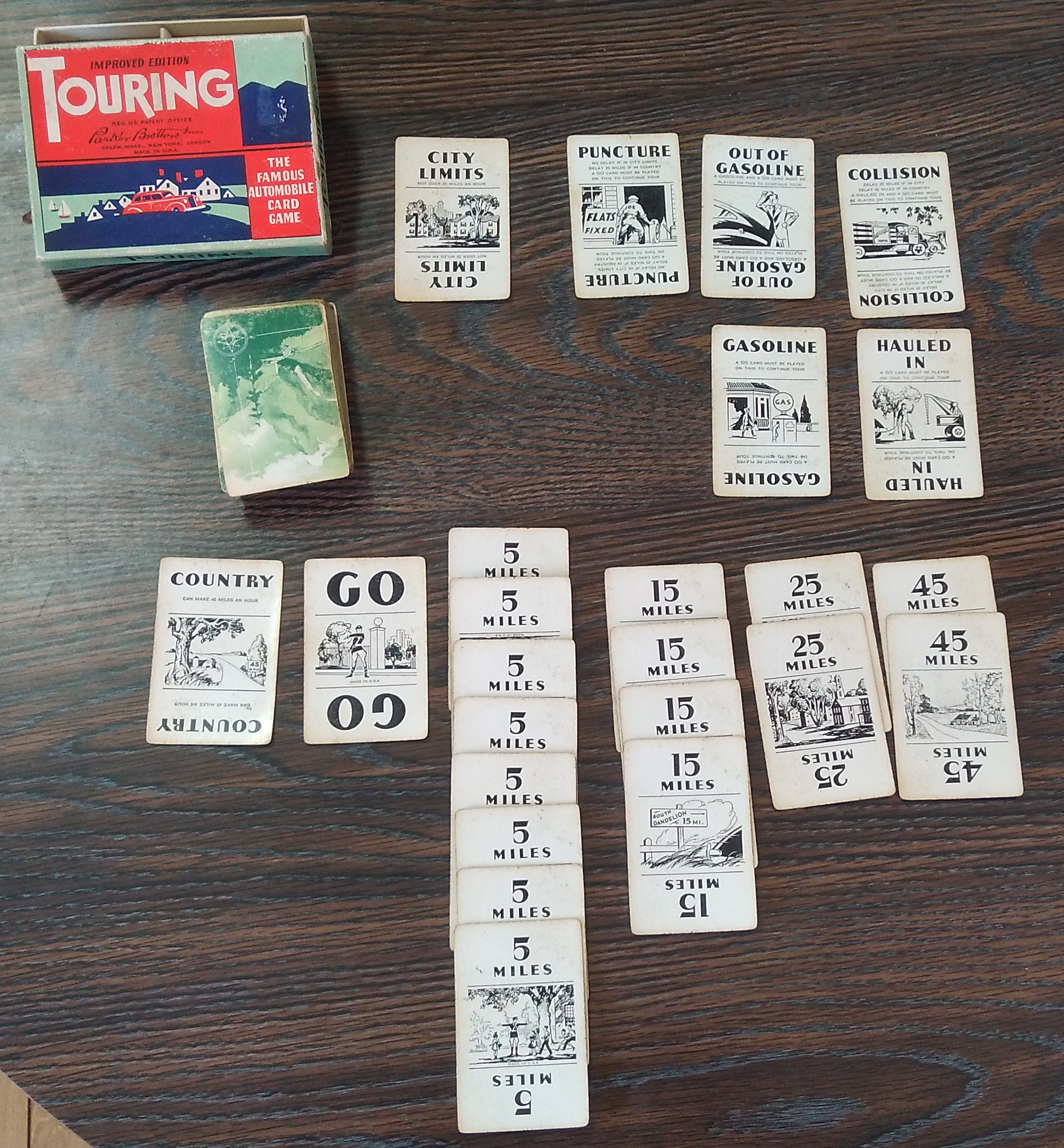
Boîte et cartes de Touring, édition 1947–1957.

Il a largement inspiré le jeu de cartes français Mille bornes qui en est un dérivé. Après plusieurs révisions, Touring fut réédité de façon discontinue peu après que Parker Brothers a acquis la licence américaine du Mille bornes,. Le jeu Touring fut réédité par Winning Moves en 2014.

## Mises à jour des éditions
L'édition originale de la Wallie Dorr Company était une petite boîte rouge avec 100 cartes. Ils mirent à jour ce jeu dans une boîte plus large que Parker Bros utilisa pour leur première édition de ce jeu après son rachat.
Périodiquement la Parker Bros. Co. ajuste le design et subséquemment les images deviennent plus modernes et augmente le kilométrage des cartes. Jusqu'aux éditions récentes, la jouabilité restant inchangée, juste les denominations des miles augmentent autant que la longueur et le confort des voyages automobiles augmentaient. La dernière édition renverse la tendance, utilisant une apparence plus proche des automobiles de l'époque du Ford Modèle T original et ajustant les totaux des cartes. 

## Éditions (sélection) et cartes
| Édition (nombre de cartes) | Kilométrage | Kilométrage    |        | Attaque          | Attaque | Parade    | Parade | Movement | Movement |
| Édition (nombre de cartes) | Nombre      | Type           | Nombre | Type             | Nombre  | Type      | Nombre | Type     |          |
| 1906 (100)                 | 20          | 1 Mile         | 3      | Collision        | 8       | Hauled in | 15     | Go       |          |
| 1906 (100)                 | 10          | 3 Miles        | 2      | Puncture         | 8       | Hauled in | 15     | Go       |          |
| 1906 (100)                 | 10          | 5 Miles        | 3      | Out of gasoline  | 8       | Gasoline  | 15     | Go       |          |
| 1906 (100)                 | 12          | 10 Miles       | 4      | City limits      | 5       | Country   | 15     | Go       |          |
| 1937 (99)                  | 19          | 1 Mile         | 3      | Collision        | 8       | Hauled in | 15     | Go       |          |
| 1937 (99)                  | 10          | 3 Miles        | 2      | Puncture         | 8       | Hauled in | 15     | Go       |          |
| 1937 (99)                  | 10          | 15 Miles       | 3      | Out of gasoline  | 8       | Gasoline  | 15     | Go       |          |
| 1937 (99)                  | 12          | 30 Miles       | 4      | City limits      | 5       | Country   | 15     | Go       |          |
| 1957 (99)                  | 19          | 5 Miles        | 3      | Collision        | 8       | Hauled in | 15     | Go       |          |
| 1957 (99)                  | 10          | 15 Miles       | 2      | Puncture         | 8       | Hauled in | 15     | Go       |          |
| 1957 (99)                  | 10          | 25 Miles       | 3      | Out of gasoline  | 8       | Gasoline  | 15     | Go       |          |
| 1957 (99)                  | 12          | 45 Miles       | 4      | City limits      | 5       | Country   | 15     | Go       |          |
| 1965 (99)                  | 19          | 25 Miles       | 3      | Missed the Curve | 7       | Wrecker   | 13     | Go       |          |
| 1965 (99)                  | 10          | 35 Miles       | 2      | Broken Spring    | 7       | Wrecker   | 13     | Go       |          |
| 1965 (99)                  | 10          | 50 Miles       | 2      | Brake Adjustment | 7       | Wrecker   | 13     | Go       |          |
| 1965 (99)                  | 12          | 75 Miles       | 2      | Burning oil      | 7       | Wrecker   | 13     | Go       |          |
| 1965 (99)                  |             |                | 3      | Stop to Refuel   | 7       | Gasoline  | 13     | Go       |          |
| 1965 (99)                  | 3           | Populated Area | 6      | Freeway          |         |           | 13     | Go       |          |